# 陈振声 (政治人物)
陈振声（英語：Chan Chun Sing，1969年10月9日—），新加坡华人、政治人物，现任人民行动党中央执行委员会助理秘书长、新加坡公共服务统筹部长兼新加坡国防部长；前新加坡陆军总长、新加坡总理公署部长、新加坡贸工部长、新加坡教育部长。

## 生平
陈振声早年在新加坡莱佛士书院念书，在1988年荣获新加坡总统奖学金和“武装部队海外奖学金”到英国剑桥大学研究金融学，毕业后获得一等荣誉学位。2005年，他获得李光耀研究生奖学金進入MIT斯隆管理学院深造。
陈振声于1987年加入新加坡武装部队，在陆军部队工作。2010年3月26日，陈振声接替梁建鸿当陆军总长，軍階為少將。

## 政治生涯
陈振声在2011年新加坡大選中卸下军装于丹戎巴葛集選區競逐。提名結束後，由於丹戎巴葛集選區只有人民行動黨的名單角逐，人民行動黨名單自動當選，陈振声亦因此成為新一屆新加坡國會議員。
2013年9月，陈振声被擢升為部長，并看管社会及家庭发展部。他同时也被任命为国防第二部长。2014年，由于陈振声通晓华语和英语，因而被李显龙总理任命为新加坡主管华社事务内长。2015年4月，陈振声加入全国职工总会并成为全职的工运领袖，李显龙总理也将他任命作总理公署部长。

### 中国贸易
陈振声在2016年表态支持重庆能争取到自由贸易区，在2017年率领新加坡团队于战略性互联互通示范项目共签署了11宗中心协议，拓宽庆项合作范围。

## 事件

### 第二次录音泄露事件
2020年新加坡大选的2天前，媒体《网络公民》刊登了一则报道和陈振声的录音。在录音中，陈振声提到了人民行动党在选举期间的结果以及实里达机场以北的空间限制。陈振声后来在 Facebook 上写道，该演讲是在 2019 年马来西亚在实里达机场以北实施飞行限制区后举行的一次闭门对话中发表的。陈振声宣称该录音被泄露和传播是出于有“恶意”的目的。

## 爭議

### 2019冠狀病毒病疫情搶購潮录音泄露事件
2020年2月18日時新加坡與東亞向地均面對2019冠狀病毒病疫情，陳振聲向新加坡中華總商會以口音濃重的新加坡式英语解釋處理口罩策略，有關錄音流出至公眾。陳振聲在錄音內容中引用南華早報上香港醫護人員口罩短缺的報道，稱「如果我們效仿香港……我可以保證，今天我們的醫院系統已經崩潰了」，指出當時搶購口罩的新加坡人無需仿傚香港市民。隨後，他亦指在超市恐慌性抢购糧食及廁紙的行為“sia suay”（福建話：下衰，意為羞恥或丟臉）及斥責搶購者是「自私的傻瓜」。在完整錄音中，他更提及了香港人搶購物資因受中國內地供應不穩威脅，而新加坡物資由印度尼西亞和馬來西亞穩定供應，故認為新加坡人學香港人搶購是「猴子看，猴子做」。最後更咒罵搶購的市民「如果真的吃完那麼多飯和即食麵，肯定腸胃炎。」
长达25分钟的录音之后在网络上被公开，而之後便引起了香港人和新加坡人的強烈反感，陳振聲被批評不瞭解香港情況、輕視新加坡人民、無法冷静地解決問題及沒有體恤民眾只懂指責，並非一個政府部長應有所為。其中新加坡時事評論員默樂（Bertha Henson）更指陳明顯對有關語氣及用詞不感到羞恥。另外，新加坡民主黨秘書長徐順全於社交媒體批評陳振聲指香港無腦，反過來新加坡成為全東南亞最多COVID-19確診個案的國家，反映新加坡年輕的部長自視過高心態。
不過，南華早報則指陳振聲認為個別客觀事實上沒有說錯，只是出言不遜。陳振聲則就闭门讨论被錄音並泄露表示極度失望，指責泄密者作出背叛行為。

### 绵羊生产棉花论
陳振聲於2020年5月30日接受訪問時，提到新加坡沒有許多原料，必須依賴國際貿易，誤稱棉花產自綿羊，惹來網民嘲笑，及後他在面簿承認說錯話。

## 個人生活
陈振声已婚多年，并且强力反对婚外情，并推崇儒家孝道。

## 外部連結
- 新加坡國會官方簡歷
- 陈振声的Facebook專頁